# Économie du Troisième Reich
L'économie du Troisième Reich est l'économie de l'Allemagne à partir de la prise du pouvoir par Hitler en 1933. Elle est gérée par le ministère du Reich à l'Économie. Marquée par un fort interventionnisme d’État, une politique de grands travaux et le développement du secteur industriel militaire, l’économie de l’Allemagne se redresse après la crise de 1929 sous la direction de l’administration nazie. La Seconde Guerre mondiale et l’entrée dans une économie de guerre entraînent l’économie allemande dans une période de privations en matières premières et de destructions entraînées par les bombardements alliés, marquée aussi par le phagocytage (ce qui signifie l'inclusion) des structures économiques et industrielles des pays occupés, et l’exploitation de la force de travail des déportés.
La fin du Troisième Reich laisse l’Allemagne dans une situation de ruine économique et d’inflation galopante, qui passe sous la direction des forces d’occupation alliées.

## Au début des années 1930
Les amputations de territoires imposées par le Traité de Versailles rendaient plus difficiles pour l’Allemagne de s’approvisionner à l’intérieur de frontières rétrécies alors qu’en même temps sa population ne cessait d’augmenter. Les pertes correspondaient à 75 % de sa production de fer, 26 % de sa production de plomb et à 7 % de ses entreprises industrielles. Elle ne disposait plus désormais des régions à l’agriculture excédentaire qu’étaient la province de Prusse-Occidentale et la province de Posnanie. Tant que le commerce mondial ne fut pas atteint, il resta possible de satisfaire les besoins par les importations en produits agricoles et en objets manufacturés, mais la crise économique mondiale qui éclata en octobre 1929 eut pour conséquence de rendre plus difficiles les emprunts et les crédits à l’étranger et de faire s’effondrer le commerce international.
La baisse des importations, plus rapide que celle des exportations, conduisit à court terme à rendre la balance du commerce extérieur excédentaire, ce qui contribua à la déflation. Cependant, le commerce mondial diminua fortement au total et la baisse du volume d’affaires dans le monde réduisit les exportations et entraîna une hausse du chômage. La perte du pouvoir d’achat qui en résulta conduisit à une baisse de la demande intérieure, avec pour résultat un accroissement du chômage. Un tel cycle était accéléré par la déflation, puisqu’il correspondait à une augmentation des salaires réels et aggravait le chômage.
À partir de juin 1932, le gouvernement dirigé par Franz von Papen essaya de combattre le chômage par des mesures politiques prudentes. La création des emplois était récompensée par l’attribution de crédits d’impôts, ce qui équivalait à une création indirecte d’emplois. Mais l’effet de ce stimulant sur l’économie était trop faible pour atteindre l’effet souhaité. Le gouvernement Kurt von Schleicher, qui lui succéda en décembre 1932, mettait ses espoirs dans une reprise économique mondiale que les mesures nationales, au reste modérées, pourraient aider. Dans le cadre de la création directe d’emploi, l’État agissant alors comme donneur d’ordre et client, le gouvernement avait prévu un budget de 500 millions de Reichsmarks. En 1932, le chômage atteignit son point culminant, avec plus de six millions de chômeurs et au moins huit millions de travailleurs sans travail à temps plein.

## Les conceptions économiques des réformateurs et du NSDAP
De nombreuses personnes de tout bord appartenant au monde des affaires, à la finance, à la science et à la presse réagirent aux effets néfastes de la crise économique mondiale en élaborant et en présentant des projets centrés sur la nation. Ces réformateurs, comme on les appelait, constataient l'échec de la conception libérale d'une économie mondiale qui se serait régulée d'elle-même par le jeu de l'offre et de la demande. Hjalmar Schacht sera le maître d'œuvre de la politique économique du Troisième Reich.
Les idées de Gottfried Feder ont aussi joué un rôle essentiel dans la formation des concepts économiques du NSDAP.
L'idée de la planification et de l'autarcie qui permettrait de résoudre les crises futures commença à se répandre de plus en plus. Son cadre devait cependant s'étendre au-delà des frontières du Reich fixées par le Traité de Versailles. Dans le monde entier des blocs économiques étaient en train de se constituer ; parmi eux l'Angleterre et la France avec les colonies qu'elles possédaient. Dans leur projet les « réformateurs » imaginaient une union avec les États baltes, l'Autriche, l'Europe de l'Est et des Balkans. Cette zone, dont les contours pouvaient varier, était désignée sous le nom d'Europe du Centre. À l'intérieur de cet espace, produits agricoles, matières premières et produits manufacturés devaient être échangés en franchise de droits de douane, la production étant contrôlée par l'État. Bien sûr la prééminence reviendrait à l'Allemagne. Il n'y aurait plus d'économie mondiale mais des économies sur de vastes zones. 
Ces idées furent une aubaine pour le parti nazi qui, avant la crise économique mondiale, ne disposait d'aucun projet économique sérieux. L'idée centrale d'« espace vital » prôné par l'idéologie d'Hitler pouvait s'intégrer dans la théorie de l'économie sur une zone plus vaste. L'autarcie devint un mot d'ordre dans les idées économiques du parti nazi, qui se hissa à la deuxième place lors des élections au Reichstag de septembre 1930. La dégradation de la situation économique est à l'origine du sentiment de saturation de la population qui favorisa la montée de ce parti. 

## Économie de guerre
En parlant d'« économie de guerre » on veut dire par là « qu'en temps de paix l'économie nationale doit être conçue pour la guerre. » Quelques jours après son entrée en fonction, Adolf Hitler signifiait que ce n'était pas seulement le programme de création d'emplois qui jusqu'à la fin de 1933 devait absorber 3,1 milliards de marks, qui serait capable de surmonter la crise économique. Une extension de la base territoriale du Reich d'un point de vue raciste et par une politique de force était la conception idéologique du parti nazi. La reconstitution d'une force armée était indispensable pour une expansion territoriale reposant sur la violence. La mise en œuvre de l'idéologie de l'espace vital (Lebensraum) et d'un programme d'autarcie exigeait une utilisation appropriée des moyens de l'État. Des spécialistes de différentes branches, comme des militaires, des journalistes et des économistes convenaient qu'en temps de paix les besoins de l'économie étaient entre autres les suivants :
- Prise en compte des besoins en matières premières pour l'industrie de la défense et l'industrie civile dans son ensemble
- Approvisionnement en carburant
- Adaptation des transports aux nécessités militaires à venir
- Adoption des dispositions nécessaires pour financer les dépenses de guerre directes ou indirectes

À partir de la fin des années 1930, la monnaie allemande, ayant connu une inflation continue depuis les années 1930, avec l'introduction massive de bons du trésor, payables auprès de la Reichsbank, voit sa valeur dépréciée auprès du public, qui s'en sert de moins en moins au fil des années, comme l'atteste le développement du troc, rendu possible par la création de structures de troc au niveau des municipalités. Cette pratique du troc, conséquence de l'utilisation de l'inflation comme mode de financement de l'économie dans les années 1930, montre la crise de l'économie de l'Allemagne nazie, crise dont la guerre repousse le déclenchement tout en amplifiant les symptômes.
Dès le déclenchement des hostilités, le blocage des prix et des salaires est décrété et une partie de la législation sociale abrogée (ce qui signifie annulée); cependant, cette politique, facteur de contestations, dut être aménagée, en raison notamment de la pénurie de main d’œuvre, à laquelle on remédie par l'emploi des déportés et des travailleurs forcés venus de toute l'Europe occupée.

## Faiblesses des réserves financières
En 1937, l’encaisse métallique de l’Allemagne était estimée à 25 tonnes d’or seulement. Le Royaume-Uni et la France entrèrent en guerre en 1939 avec des réserves financières en or, devises, crédits, investissements négociables outre-mer, etc. d’une plus grande valeur pour chacun des deux pays que les réserves réunies des trois pays de l’Axe et de leurs alliés – Allemagne, Italie, Japon, Finlande, Hongrie, Roumanie, Thaïlande.
La faiblesse des réserves financières de l'Allemagne s'explique par le fait qu'elle est contrainte de remettre la plus grande partie de son or au titre des réparations à la suite de la Première Guerre mondiale.
En 1934, les États-Unis possédaient 80 fois plus d'or et la France 60 fois plus d'or que l’Allemagne alors que le commerce extérieur n'était quant à lui supérieur que de 15 % pour les États-Unis et de 20 % inférieur pour la France à celui de l'Allemagne.
Cette faiblesse des réserves financières était handicapante pour le commerce extérieur à l'époque où l'or constituait encore une monnaie d'échange internationale (Étalon-or) et poussa l'Allemagne à mettre en œuvre des solutions pour fonctionner avec un commerce extérieur sans or (par Compensation ou clearing), notamment avec les États des Balkans.